# Drops of Jupiter (Tell Me)
"Drops of Jupiter (Tell Me)" (hay đơn giản là Drops of Jupiter từ album cùng tên) là một ca khúc từng đoạt Giải Grammy do ban nhạc rock Mỹ Train sáng tác. Bài hát được phát hành vào tháng 2 năm 2001 làm đĩa đơn chính từ album phòng thu thứ hai của nhóm Drops of Jupiter (2001). Ca khúc đã lọt vào tốp 5 trên bảng xếp hạng Billboard Hot 100 và nằm trong bảng xếp hạng Top 40 trong suốt 29 tuần. Ngoài ra đĩa đơn từ châu Âu có các bài hát "It's Love", "This Is Not Your Life" và "Sharks" làm mặt B của Drops of Jupiter. Ca khúc xếp ở vị trí thứ tư trong danh sách tốp mười đĩa đơn trong năm 2001 của tạp chí Billboard, một vị trí cao hơn so với vị trí bài hát từng xếp hạng.
Các tính năng thu âm tuyệt vời của bài hát được sản xuất bởi Paul Buckmaster, người cũng đạt giải Grammy năm 2002 cho V album Drops of Jupiter.

## Xếp hạng và chứng nhận

### Xếp hạng tuần
| Xếp hạng(2001)                      | Vị trí |
| ----------------------------------- | ------ |
| Úc (ARIA)                           | 5      |
| Áo (Ö3 Austria Top 40)              | 38     |
| Bỉ (Ultratop 50 Flanders)           | 5      |
| Bỉ (Ultratip Wallonia)              | 9      |
| Canada (Nielsen SoundScan)          | 1      |
| Đan Mạch Airplay (Tracklisten)      | 8      |
| Pháp (SNEP)                         | 73     |
| Đức (GfK)                           | 73     |
| Ireland (IRMA)                      | 1      |
| Ý (FIMI)                            | 7      |
| Hà Lan (Dutch Top 40)               | 3      |
| New Zealand (Recorded Music NZ)     | 5      |
| Scotland (OCC)                      | 6      |
| Thụy Điển (Sverigetopplistan)       | 45     |
| Thụy Sĩ (Schweizer Hitparade)       | 30     |
| Anh Quốc (OCC)                      | 10     |
| US Billboard Hot 100                | 5      |
| US Billboard Adult Contemporary     | 8      |
| US Billboard Adult Top 40           | 1      |
| US Billboard Mainstream Top 40      | 3      |
| US Billboard Mainstream Rock Tracks | 19     |
| US Billboard Modern Rock Tracks     | 11     |
| Xếp hạng (2012)                     | Vị trí |
| Scotland (OCC)                      | 28     |
| Anh Quốc (OCC)                      | 34     |

| Bảng xếp hạng        | Vị trí |
| -------------------- | ------ |
| US Billboard Hot 100 | 4      |